# Westport (Washington)
Pour les articles homonymes, voir Westport.
Westport est une ville américaine située dans le comté de Grays Harbor, dans l'État de Washington. Selon le recensement de 2020, sa population est de 2 213 habitants.